# Балалайка (фильм, 1939)
«Балалайка» (англ. Balalaika) — американский музыкальный романтический фильм 1939 года режиссёра Райнхольда Шюнцеля, основан на одноимённом лондонском мюзикле 1936 года Эрика Машвица. Фильм был номинирован на кинопремию «Оскар» за лучший звук (1940).

## Сюжет
1914 год, Санкт-Петербург, Российская империя. Князь Пётр Карагин, капитан гвардии, приезжает с манёвров на вечер вина, женщин и песен в петербургское кабаре «Балалайка». Новую звезду «Балалайки», певицу Лидию Павловну Маракову, шантажом заставляют пойти на эту офицерскую вечеринку и, как ожидается, выберут «фавориткой» князя. Она, исполнив песню, совершает удачный побег с вечеринки, чем заинтриговывает князя.

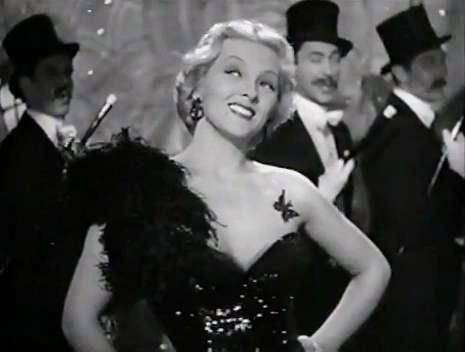
Лидия Павловна Маракова исполняет песню на вечере

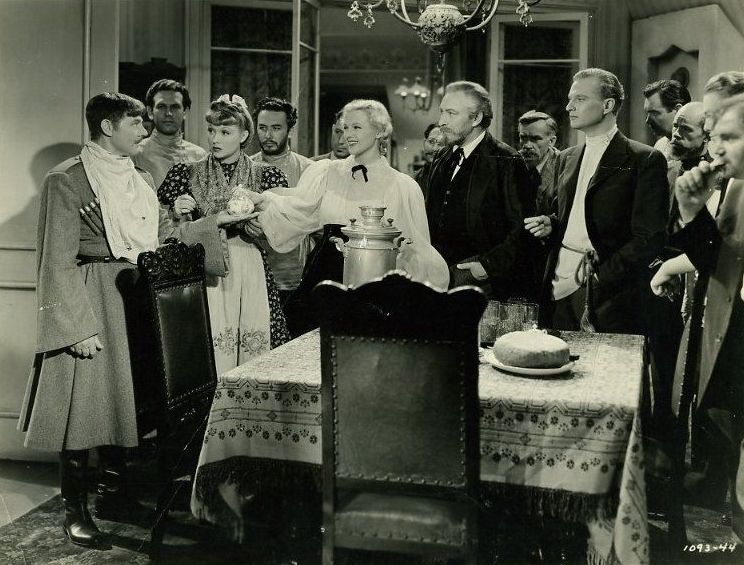
князь Карагин под видом студента в доме у Мараковых

Карагин решает поближе узнать о ней, и, маскируясь под бедного студента-музыканта, проникает в семью Лидии и круг её друзей-музыкантов, не подозревая, что они профессиональные революционеры. Здесь он внезапно встречается со своим денщиком Ники Поповым, который ухаживает за горничной Мараковых Машей, но тот не выдаёт князя.
Тайно покровительствуя Лидии, князь просит директора Императорской оперы Ивана Данченова устроить ей прослушивание, и Данченова приятно удивляет, что (в отличие от 60 других женщин, навязанных ему другими аристократами) у неё есть настоящий талант — на прослушивании ей аплодируют лучшие звёзды оперы.
Наконец-то добившись свидания с Лидией князь начинает свои обычные действия по соблазнению объекта желаний, но вдруг останавливается — понимая, что влюбился. Лидия, прекрасно понимая его прежние мотивы, видит и нынешнего искреннего Карагина — и она уже полюбила его раньше — зная его под личиной бедного студента-музыканта.

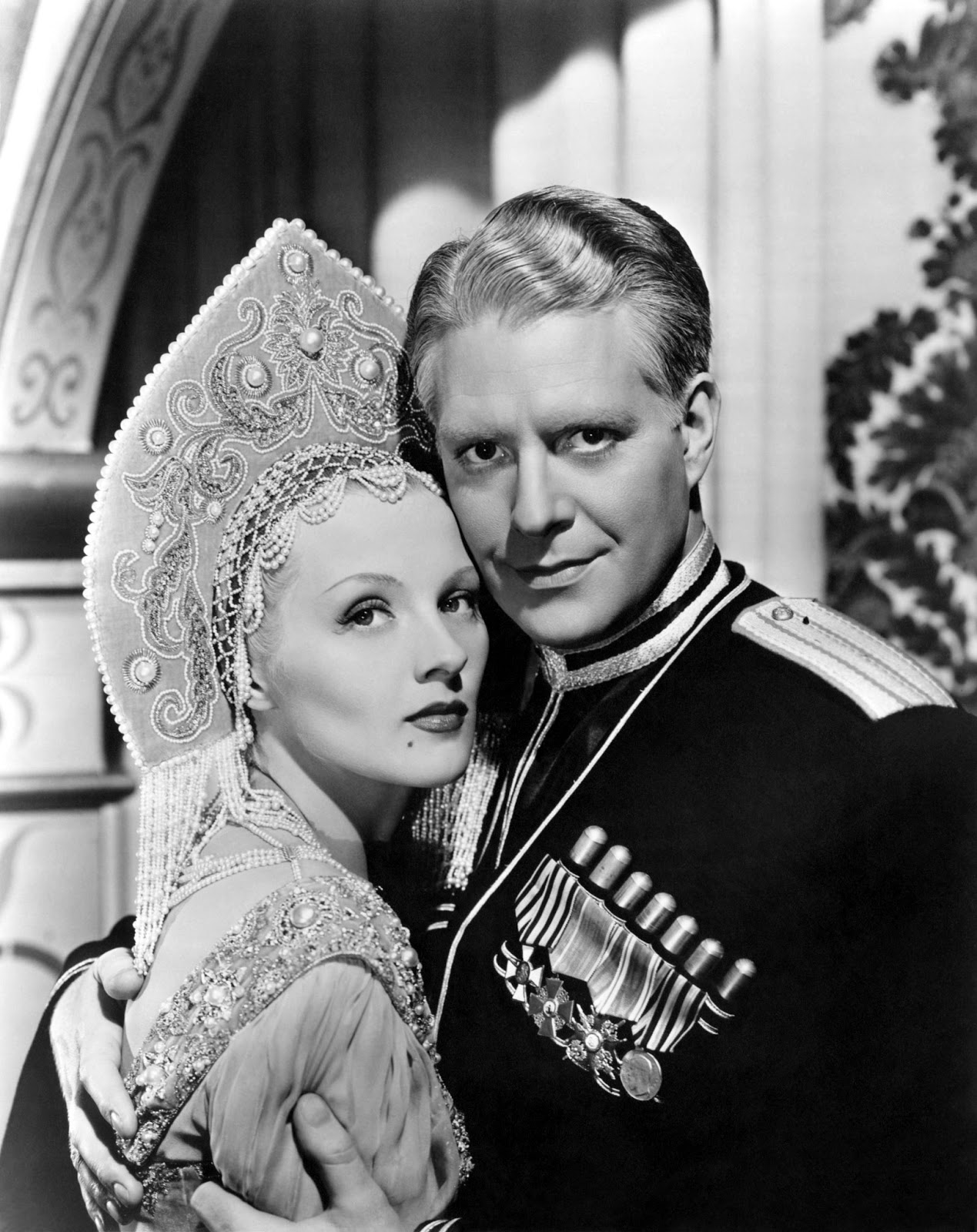
Илона Мэсси — Лидия Павловна Маракова; Нельсон Эдди — князь Пётр Карагин

Но их счастье недолго — брат Лидии Дмитрий убит после произнесения крамольной речи на улице казаками во главе с Карагиным, и Лидия порвает с князем. Одновременно она узнает, что её оперный дебют будет использован революционерами как возможность убить Карагина и его отца генерала, но не может допустить убийство любимого — она заставляет его пообещать самому не приходить и не позволить его отцу прийти на спектакль, притворяясь, что она будет слишком нервничать, если они будут присутствовать при её дебюте.
Однако, они приходят на спектакль, но в этот момент генерал Карагин получает сообщение о том, что Германия объявила войну России, и объявляет об этом толпе. Отец Лидии — профессор Мараков, решает не стрелять, потому что генерал будет нужен для защиты России, но революционер Лев Проплинский думает иначе, выхватывает у профессора пистолет и стреляет в генерала раня его. Князь Каракин только теперь узнаёт о политических убеждениях Лидии, когда её вместе со всей семьёй арестовывают, но всё-таки делает всё, чтобы освободить её из тюрьмы, а сам отправляется на фронт…
1920 год. Париж. Революция свергла старый режим, и князь Карагин теперь в эмиграции, работает, нанятый своим бывшим денщиком Ники, в качестве артиста парижского кабаре «Балалайка». Теперь бедные эмигранты - белые офицеры только по праздникам одевают свои мундиры и надевают ордена, собираются в кабаре — и вот на празднике Рождества, где князь грустит по ушедшей любви, Ники говорит князю, что по старинному гаданию можно увидеть свою настоящую любовь, если по-традиции загадать новогоднее желание — со свечой в руке перед зеркалом — и князь Карагин, сделав так, видит в отражении зеркала Лидию, приехавшую у нему.
Лидия: Я не пью шампанское с незнакомцами.
князь Карагин: А что вы пьёте с незнакомцами?
князь Карагин: Почему дом без номера?
полицейский: Новые номера на медных табличках. Это прогресс. Дворники меняют медные таблички за водку. Это Россия.
денщик Ники Попов: Я точно не знаю, что такое свобода, но если она имеет какое-то отношение к хорошей еде, то я за неё.
капитан Михаил Сибирский о жене: Я командую личной гвардией царя. Она командует мной.
бывший денщик Ники Попов танцуя с бывшей княгиней Натальей Петровной: О, ваше высочество! И подумать только, что потребовалась революция, чтобы свести нас вместе!

## В ролях
- Нельсон Эдди — князь Пётр Карагин
- Илона Мэсси — Лидия Павловна Маракова
- Чарльз Рагглз — Ники Попов, денщик князя
- Фрэнк Морган — Иван Данченов, директор Императорской оперы
- Чарльз Обри Смит — генерал Карагин, отец Петра, монархист
- Лайонел Этуилл — профессор Павел Мараков, отец Лидии, революционер
- Джойс Комптон — Маша, горничная Мараковых
- Дэниел Франц — Дмитрий Мараков
- Уолтер Вулф Кинг — капитан Михаил Сибирский, друг Петра Карагина
- Милдред Шоу — Жанетт Сибирская, его жена
- Абнер Биберман — Лев Проплинский, революционер
- Артур Кёрниц — капитан Сергей Павлов
- Фредерик Уорлок — Раменский
- Альма Крюгер — госпожа Данченова
- Фрэнк Пуглия — Иван, хозяин гостиницы «Тронка»
- Пол Саттон — Антон, официант
- Джордж Тобиас — буфетчик
- Филипп Терри — лейтенант Смирнов
- Ролланд Вално — лейтенант Никитин
- Вилли Кастелло — капитан Тестов
- Поль Ирвинг — князь Мородин
- Зеффи Тилбури — княгиня Наталья Петровна
- Фёдор Шаляпин — солдат
- Ирра Петина — дама

## Критика
По мнению критиков актёры-звёзды и постановка были превосходны. Фрэнк Нагент в газете «Нью-Йорк таймс» отмечал актрису Илоны Мэсси: «Она выглядит как Дитрих, говорит как Гарбо», но критик также не упустил из виду недостатки фильма: «картина длинна по фабуле и коротка по оригинальности», но тем не менее отдал должное хорошей работе режиссёра.